# Mark Bonnar
Richard Mark Bonnar (* 19. November 1968 in Edinburgh, Schottland) ist ein schottischer Schauspieler.

## Leben
In Edinburgh geboren, wuchs Bonnar überwiegend in der kleinen Ortschaft Stonehouse (South Lanarkshire) auf. 1981 zog die Familie zurück nach Edinburgh, wo Bonnar die Leith Academy absolvierte.
Als Schauspieler wurde Bonnar erstmals Anfang der 2000er Jahre aktiv und begann in diversen Fernsehproduktionen mitzuwirken. Eine größere Rolle hatte er erstmals mit dem Part des Bruno Jenkins, den er in mehr als 30 Episoden der Dramedyserie Casualty verkörperte. Weitere wiederkehrende Rollen spielte er in Serien wie The Bill, Mord auf Shetland und Catastrophe, ehe er in der Krimiserie New Blood – Tod in London für eine der Hauptrollen gecastet wurde.
Neben seiner Tätigkeit als Fernseh- und Filmschauspieler, war Bonnar über die Jahre auch wiederholt als Theaterschauspieler aktiv und trat auf Londoner Bühen wie The Old Vic, dem Royal Court Theatre und dem Royal National Theatre in verschiedenen Stücken auf. Als Synchronsprecher lieh er diversen Charakteren in Videospielen wie Assassin’s Creed IV: Black Flag, Sword Coast Legends und Battlefield 1 über die Jahre hinweg seine Stimme.
Bonnar ist seit 2007 mit der Schauspielerin Lucy Gaskell verheiratet, mit der er eine Tochter (* 2011) hat.

## Filmografie (Auswahl)
- 2002: Hautnah – Die Methode Hill (Wire in the Blood, Fernsehserie, 1 Episode)
- 2005–2006: Casualty (Fernsehserie, 34 Episoden)
- 2007: The Trial of Tony Blair (Fernsehfilm)
- 2007: The Bill (Fernsehserie, 8 Episoden)
- 2007: Inspector Lynley (The Inspector Lynley Mysteries, Fernsehserie, 1 Episode)
- 2007: Dschihad in der City (Britz, Fernsehfilm)
- 2009: Paradox (Miniserie)
- 2011: Doctor Who (Fernsehserie, 2 Episoden)
- 2012: The Paradise (Fernsehserie, 2 Episoden)
- 2013: Silent Witness (Fernsehserie, 2 Episoden)
- 2013: Assassin’s Creed IV: Black Flag (Videospiel, Stimme)
- 2013–2022: Mord auf Shetland (Shetland, Fernsehserie, 23 Episoden)
- 2014: Line of Duty (Fernsehserie, 6 Episoden)
- 2014: Law & Order: UK (Fernsehserie, 1 Episode)
- 2014: Grantshire (Fernsehserie, 1 Episode)
- 2015: Inspector Barnaby (Midsomer Murders, Fernsehserie, 1 Episode)
- 2015: Vera – Ein ganz spezieller Fall (Vera, Fernsehserie, 1 Episode)
- 2015: Sunset Song
- 2015: Sword Coast Legends (Videospiel, Stimme)
- 2015–2019: Catastrophe (Fernsehserie, 20 Episoden)
- 2016: New Blood – Tod in London (New Blood, Fernsehserie, 7 Episoden)
- 2016: Battlefield 1 (Videospiel, Stimme)
- 2018: Humans (Fernsehserie, 7 Episoden)
- 2019: Wenn du König wärst (The Kid Who Would Be King)
- 2020: Guilt – Keiner ist schuld (Guilt, Fernsehserie, 12 Episoden)
- 2020: Assassin's Creed Valhalla (Videospiel, Stimme)
- 2021: Die Täuschung (Operation Mincemeat)
- 2023: Napoleon
- 2023: World on Fire (Fernsehserie, 5 Episoden)
- 2024: Inside No. 9 (Fernsehserie, 1 Episode)
- 2025: Department Q (Dept. Q, Fernsehserie)